# Velika ženska loža Belgije
Velika ženska loža Belgije (fran. Grande Loge Féminine de Belgique; nizo. Vrouwengrootloge van België), skraćeno GLFB ili VGLB, je ženska slobodnozidarska velika loža u Belgiji. Osnovana je 1981. godine uz pomoć Velike ženske lože Francuske. Članica je CLIMAF-a i Alijanse masona Europe.

## Povijest
Nakon završetka Drugog svjetskog rata utemeljena je prva suverena ženska velika loža u Francuskoj – Velika ženska loža Francuske. U razdovlju od 1974. do 1978. godine, odgovarajući na interes belgijskih žena, Velika ženska loža Francuske osniva četiri lože u Belgiji: prvu u Bruxellesu, zatim u Liègeu, još jednu u Bruxellesu te u Charleroiju. Dana 17. listopada 1981. te četiri lože osnivaju suverenu belgijsku žensku nadležnost: Veliku žensku ložu Belgije.
Kako bi se ojačala suradnja između Velike ženske lože Francuske, Velike ženske lože Belgije i Velika ženska masonska loža Italije osnovana je organizacija CLIMAF 1982. godine. Danas ova organizacija okuplja 11 isključivo ženskih velikih loža.

## Ustroj
Sjedište Velike ženske lože Belgije je u Bruxellesu.

### Lože
Pod okriljem ove velike lože djeluje 48 loža, od toga su 43 u Belgiji, i to 13 u Bruxellesu, četiri u Liègeu. Također, velika loža ima dvije svoje lože u Danskoj (Kopenhagen i Odense) i tri u Sjedinjenim Američkim Državama (New York City, Los Angeles i Washington). Također podržava dvije partnerske lože u inozemstvu: jednu u Demokratskoj Republici Kongo (Kinshasa) od ožujka 2012. i jednu u Maroku (Casablanca) od ožujka 2014.

### Uprava
Velikom ženskom ložom Belgije upravlja velika majstorica (fran. grande maîtresse) koja se bira na trogodišnje razdoblje. Uz veliku majstoricu velikom ložom upravlja federalno vijeće koje čini 12 saveznih savjetnica izabranih na mandat od tri godine.
- Claude Bran (oko 2017./2018.)

### Međunarodna suradnja
Velika ženska loža Belgije je članica nekoliko međunarodnih saveza:
- CLIMAF (1982.; suosnivač)
- CLIPSAS (1984. – 2020.)
- Alijansa masona Europe
- SIMPA

Također, Velika loža Belgije potpisala je povelje o prijateljstvu i međusobnom priznavanju s drugim velikim ložama i velikim orijentima. Uz to, ima povelje i s nadležnostima u Belgiji, kao što su Veliki orijent Belgije i Velika loža Belgije.

### Obredi
Velika ženska loža Belgije upravlja simboličkim stupnjevima plave lože (učenik, pomoćnik i majstor) i delegira upravljanje visokim stupnjevima na dodatna tijela i redove. Obredi koji se rade u plavoj loži su:
- Drevni i prihvaćeni škotski obred i
- Moderni (francuski) obred.

## Vanjske poveznice
- Službena stranica